# Орбитъл Сайънсис
Орбитъл Сайънсис е американска компания, занимаваща се с разработка и изстрелване на сателити и други космически технологии, както и с производство на ракети земя-въздух. Компанията е базирана във Вирджиния и на Нюйоркската фондова борса има код ORB.
От основаването си през 1982 година, компанията е построила 569 ракети и до 2015 година трябва да достави още 82. Освен това компанията е построила и 174 сателита, а до 2015 година те трябва да се увеличат с още 24. Орбитъл Сайънсис държи 40% от пазара на ракети прехващачи, 55% от пазара на малки сателити и 60% от пазара на малки ракети-носители.

## Продукти
Орбитъл Сайънсис произвежда много комерсиални сателити, както и редица изследователски космически апарати, някои от които са Дон, IBEX, GALEX, AIM, OCO, NuSTAR и други.

### Пилотирани полети
- Непилотиран снабдителен кораб „Сигнъс“
- Система за прекратяване на изстрелването на „Орион“

### Ракети-носители
- „Минотавър“
- „Пегас“
- „Тавър“
- „Минотавър IV“
- „Минотавър V“
- „Тавър II“
- Антарес

### Експериментални кораби
Следните експериментални космически кораби: X-34, DART Rendezvous Vehicle, Hyper-X и Orbital Space Plane.

### ПВО
- Ракетите-прехващачи на американската система Ground-Based Midcourse Defense
- Kinetic Energy Interceptor
- GQM-163 Coyote
- Target Test Vehicle („Ариес“)
- „Минотавър II“
- „Минотавър III“